# Румынское радио и телевидение
Румынское радио и телевидение (Radiotcleviziunea română) — государственная организация Социалистической республики Румынии в 1974—1994 гг.

## Правопредшественники
Создано в 1974 году на базе Комитета радиовещания и телевидения СРР.

## Деятельность организации
Организация вела:
- вещание по 1-й телепрограмме в Румынии (телепрограмме «Програмул 1» («Programul 1»)) — общегосударственной, информационной (телегазеты), общественно-политической и художественной;
- вещание по 2-й телепрограмме в Румынии (телепрограмме «Програмул 2» («Programul 2»)) — общегосударственной, информационной (телегазеты), художественной[2], в 1985—1990 гг. не передавалась.
- вещание по 1-й радиопрограмме в Румынии (радиопрограмме «Програмул I» («Programul I»)) — общегосударственной, информационной (бюллетени новостей и радиогазеты), общественно-политической и художественной;
- вещание по 2-й радиопрограмме в Румынии (радиопрограмме «Програмул II» («Programul II»)) — общегосударственной, информационной (бюллетени новостей и радиогазеты), художественной;
- вещание по 3-й радиопрограмме в Румынии (радиопрограмме «Програмул III» («Programul III»)) — общегосударственной, информационно-музыкальной[3];
- вещание по северо-восточно-румынской (ясской) местной радиопрограмме;
- вещание по центрально-румынской (тыргу-мурешской) местной радиопрограмме;
- вещание по северо-западно-румынской (клужской) местной радиопрограмме;
- вещание по западно-румынской (тимишоарской) местной радиопрограмме;
- вещание по юго-западно-румынской (крайовской) местной радиопрограмме;
- радиопередачи на заграницу (под позывным «Радио Будапешт»).

## Руководство
Руководство организацией осуществляют:
- Совет Министров СРР
- Центральный комитет РКП
- Национальный совет Румынского радио и телевидения (Consiliul Naţional al Radioteleviziunii Române)[4][5], состоящий из генерального директора Румынского радио и телевидения, заместителей Генерального директора Румынского радио и телевидения, представителей ЦК РКП, Национального совета Фронта социалистического единства, Совета социалистической культуры и образования, Министерства образования и просвещения, Национального совета по науке и технике, Министерства сельского хозяйства и пищевой промышленности, Министерства иностранных дел, Министерства национальной обороны, Национального союза сельскохозяйственных производственных кооперативов, Центрального совета Всеобщего союза профсоюзов Румынии, Национального совета женщин Румынии, Центрального комитета Союза коммунистической молодёжи, Совета Союза ассоциаций студентов-коммунистов Румынии, Национального совета пионерской организации, Академии им. Штефана Георгиу, Академии социальных и политических наук СРР, Совета трудящихся венгерской национальности Румынии, Совета трудящихся немецкой национальности Румынии, Ассоциации работников театральных и музыкальных учреждений, Совета журналистов, трудящихся различных предприятий, назначавшиеся Центральным комитетом РПК, назначение оформлялось указом Президента СРР[6][7][7][8];
- Исполнительное бюро Румынского радио и телевидения (Biroul executiv), состоявшее из Генерального директора Румынского радио и телевидения, представителей ЦК РКП, заместителей генерального директора, секретаря первичной организации РКП на Румынском радио и телевидении, главных редакторов тематических главных редакций;
- Генеральный директор Румынского радио и телевидения (directorul general al Radioteleviziunii Române) и его заместители (directorii generali adjuncţi), назначались Президентом Республики.

## Подразделения
- Дирекция планирования, финансов, техники, инвестиций, организации и контроля (Direcţia plan-dezvoltare, finanţe-preţuri, tehnică, investiţii, organizare şi control);
- Управление международных отношений и обмена (Oficiul de relaţii internaţionale şi schimburi);
- Служба кадров (Serviciul personal-învăţămînt);
- Секретариат (Serviciul secretariat);
- Редакция координации программ (Redacţia coordonării programelor);
- Редакция внутренних и внешних политических новостей (Redacţia de actualităţi politice interne şi externe);
- Редакция народно-хозяйственных передач (Redacţia emisiunilor economice);
- Редакция социально-просветительских передач (Redacţia emisiunilor social-educative şi ideologice);
- Редакция художественно-публицистических передач (Redacţia emisiunilor culturale);
- Редакция театра (Redacţia de teatru);
- Редакция спектаклей и варьете (Redacţia de spectacole şi varietăţi);
- Редакция музыкальных передач (Redacţia emisiunilor muzicale);
- Редакция передач для детей и юношества (Redacţia emisiunilor pentru tineret şi copii);
- Редакция учебных передач (Redacţia emisiunilor de învăţămînt);
- Редакция передач на языках национальных меньшинств (Redacţia emisiunilor în limbile naţionalităţilor conlocuitoare);
- Редакция передач для заграницы (Redacţia emisiunilor pentru străinătate);

## Филиалы
- Клужская студия
- Ясская студия
- Тимишоарская студия
- Тыргу-Мурешская студия
- Крайовская студия